# Bastard Noise
A Bastard Noise amerikai zajzenei (noise) együttes. 

## Története
1997-ben alakultak a kaliforniai Claremontban. A Man Is the Bastard három tagja: Eric Wood, Henry Barnes és W.T. Nelson alapították, miután az a zenekar 1997-ben feloszlott. Eleinte "Man is the Bastard Noise" volt a nevük, majd lerövidítették Bastard Noise-ra. Míg az előd-zenekar hardcore punkot és metalt játszott, addig az utód zenéjére a színtiszta zaj jellemző. A zenekar egyetlen folyamatos tagja Eric Wood. A Bastard Noise lemezeit különféle underground lemezkiadók jelentetik meg (pl. Gravity Records, Robotic Empire, Kitty Play stb.) Több albumot is megjelentettek pályafutásuk alatt. Kollaboráltak már az ismert japán zajzenésszel, Merzbow-val is.